# Ady Claude
Ady Jean Pierre Claude (8. června 1913, Oberkorn – 12. února 1942, Kolín nad Rýnem) byl lucemburský člen odboje proti nacionálnímu socialismu.

## Životopis
Ady Claude se narodil otci pocházejícímu z Hobscheidu a matce z přísně katolické rodiny z Garnichu. Nejdříve vyrůstal v Oberkornu a od roku 1921 v Garnichu. Později se rodina přestěhovala do Differdangenu. Jeho rodným jazykem byla lucemburština/němčina. Spolu se svými čtyřmi sourozenci (dvěma bratry a dvěma sestrami) byl vychováván jako katolík a byl silně věřící. Od roku 1929 pracoval ve firmě Differdinger Hütte a od roku 1932 působil jako aktivní člen a později vedoucí katolické skautské skupiny v Differdangenu.

### Působení v odboji a jeho zatčení
Poté, co bylo Lucembursko od 20. ledna 1940 okupováno Němci, se Claude otevřeně postavil proti začlenění Lucemburska do Německé říše. Napsal dopis veliteli civilní správy Gauleiterovi Gustavu Simonovi, ve kterém vyjádřil svůj nesouhlas se svým nuceným pracovním nasazením pro Německou říši, které mu bylo Simonem dne 23. května 1941 nařízeno. I přes tlak svého okolí (německé přítelkyně, zaměstnavatele) a přes hrozbu ztráty zaměstnání, neustále odmítal vstoupit do Volksdeutsche Bewegung. Když založil ilegální odbojovou skupinu Lëtzeburger Freihétskampf (L.F.K.), která se rekrutovala ze členů skautské skupiny v Differdangenu, jež byla v roce 1940 Gauleiterem zakázána, nebyl již pro civilní správu ani tajnou policii neznámou osobou. Skupina byla zrazena a Gestapo její členy dne 1. října 1941 pozatýkalo. Dalších třicet členů bylo zatčeno 5. listopadu 1941. Všichni byli odvezeni k výslechu do Koncentračního tábora Hinzert.

### Obžaloba a soud

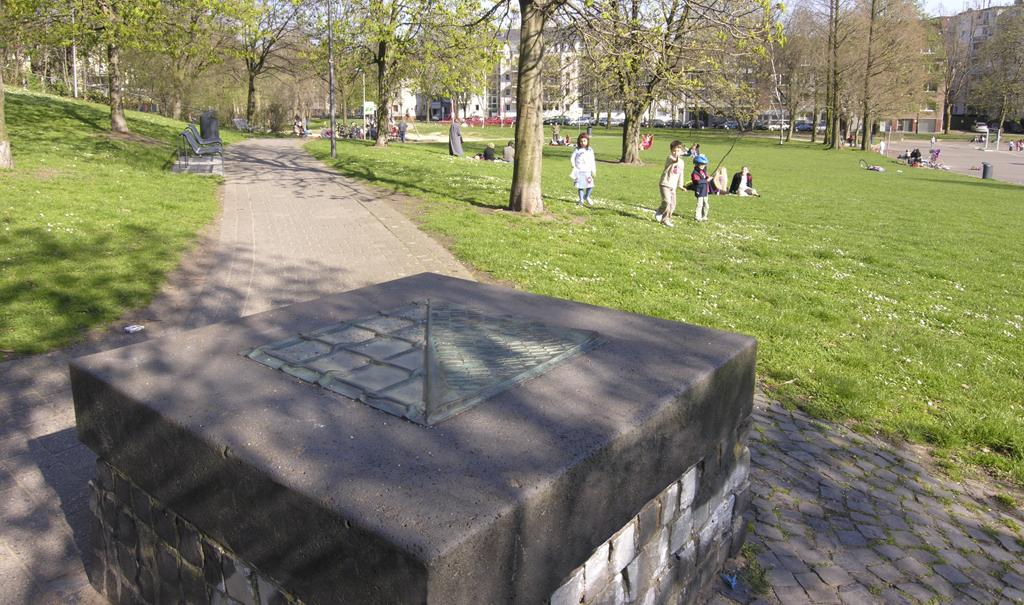
Pamětní kámen v Klingelpützparku připomínající nacistické oběti

Dne 19. ledna 1942 začal před Sondergerichtem Lidového soudu v Lucembursku hromadný proces se třinácti obžalovanými ze skupiny L. F. K. Mezi souzenými byl i Claude. Obžaloba vedená státním zástupcem Leonhardem Drachem je vinila ze zrady a také držení zbraní, výroby letáků, odposlechu a šíření rozhlasových zpráv.
Pro Claudeho a spoluobžalovaného Dominika Dondelingera z Rümelingenu požadoval Drach trest smrti. Dne 23. ledna 1942 byli oba k tomuto trestu odsouzeni a převezeni na centrální popraviště ve věznici v Kolíně nad Rýnem. Ta byla v roce 1969 zbořena a na jejím místě se nachází Klingelpützpark s pamětním kamenem připomínajícím nacistické oběti. Ostatní obžalovaní byli odsouzeni k odnětí svobody.

### Poprava
Den před svou popravou, 11. února 1942, napsal Claude svůj poslední dopis. Popraven byl gilotinou dne 12. února 1942 v 5:20 ráno. Poprava byla řízena státním zástupcem Otto Schulzem. Po oficiálním přečtení rozsudku smrti, jej kat Friedrich Hehr popravil.
Stejně jako v případě dalších Lucemburčanů (celkem jich bylo 21) popravených v Kolíně, bylo i jeho tělo přeneseno do jednoho z anatomických ústavů v Kolíně nad Rýnem, Bonnu či Münsteru, kde bylo uloženo do formaldehydu a uchováno v betonové nádrži. Mrtvoly popravených byly nalezeny po válce a některé z nich byly identifikovány. U Claudeho těla se to nepodařilo. Na podzim roku 1944, krátce před evakuací německých jednotek z Lucemburska, nechal Drach na nádvoří Krajského soudu v Trevíru spálit všechny spisy zvláštního soudu klasifikované jako tajné.